# 建银饭店
建银饭店有限责任公司，位于北京市丰台区西站南路2号，隶属中国建银投资有限责任公司。

## 简介
建银饭店有限责任公司的前身为建银大厦，于1994年2月28日成立，税务登记日期为1997年8月13日。2011年1月完成企业改制，更名为建银饭店有限责任公司。其经营范围涉及住宿和餐饮服务、各种生活服务及商品销售。
建银饭店经常接待每年参加“全国两会”的全国政协委员。